# 資溪橋戰鬥
資溪橋戰鬥發生於1933年10月22日－24日，地點則是在中國江西资溪县一帶。是國共內戰前期主要戰鬥之一，交戰一方為中華民國國民革命軍，另一方則為中國共產黨所領導之中國工農紅軍。戰鬥末了，因國軍築有工事，紅軍未能攻佔。